# Mistrzostwa Europy w Biegach Przełajowych 2014
21. Mistrzostwa Europy w Biegach Przełajowych – zawody lekkoatletyczne w biegach przełajowych, które odbyły się 14 grudnia 2014 w Samokowie, ok. 50 kilometrów na południe od stolicy Bułgarii Sofii.
Samokow został wybrany na gospodarza imprezy, przez Radę European Athletics, w maju 2013 roku w Berlinie.

## Rezultaty

### Mężczyźni
| Konkurencja:                 | 1. miejsce                                                                                | Rezultat | 2. miejsce                                                                      | Rezultat | 3. miejsce                                                                       | Rezultat |
| Seniorzy                     | Polat Kemboi Arıkan                                                                       | 32:19    | Ali Kaya                                                                        | 32:19    | Alemayehu Bezabeh                                                                | 32:30    |
| Seniorzy – drużynowo         | Turcja · Polat Kemboi Arıkan · Ali Kaya · Cihat Ulus · Ramazan Özdemir                    | 33 pkt.  | Hiszpania · Alemayehu Bezabeh · Mohamed Marhum · Antonio Abadía · Roberto Aláiz | 36 pkt.  | Włochy · Stefano La Rosa · Marouan Razine · Patrick Nasti · Ahmed El Mazoury     | 59 pkt.  |
| Młodzieżowcy U23             | Ilgizar Safiullin                                                                         | 25:31    | Igor Maksimow                                                                   | 25:33    | Władimir Nikitin                                                                 | 25:37    |
| Młodzieżowcy U23 – drużynowo | Rosja · Ilgizar Safiullin · Igor Maksimow · Władimir Nikitin · Michaił Striełkow          | 16 pkt.  | Wielka Brytania · Jonathan Hay · Callum Hawkins · Marc Scott · Charlie Hulson   | 31 pkt.  | Szwecja · Elmar Engholm · Alexander Palm · Napoleon Solomon · John Kingstedt     | 62 pkt.  |
| Juniorzy                     | Yemaneberhan Crippa                                                                       | 20:07    | Carlos Mayo                                                                     | 20:22    | Said Ettaqy                                                                      | 20:28    |
| Juniorzy – drużynowo         | Włochy · Yemaneberhan Crippa · Said Ettaqy · Yohanes Chiappinelli · Alessandro Giacobazzi | 18 pkt.  | Hiszpania · Carlos Mayo · Ayoub Mokhtar · Jordi Torrents · Raul Celada          | 41 pkt.  | Turcja · Saffet Elkatmış · Ferhat Bozkurt · Süleyman Bekmezci · Ramazan Barbaros | 70 pkt.  |

### Kobiety
| Konkurencja:                 | 1. miejsce                                                                                   | Rezultat | 2. miejsce                                                                          | Rezultat | 3. miejsce                                                                   | Rezultat |
| Seniorki                     | Gemma Steel                                                                                  | 28:27    | Kate Avery                                                                          | 28:27    | Meraf Bahta                                                                  | 28:52    |
| Seniorki – drużynowo         | Wielka Brytania · Gemma Steel · Kate Avery · Stephanie Twell · Lily Partridge                | 21 pkt.  | Hiszpania · Iris María Fuentes-Pila · Trihas Gebre · Diana Martín · Lidia Rodríguez | 70 pkt.  | Irlandia · Fionnuala Britton · Sara Treacy · Michele Finn · AnnMarie McGlynn | 87 pkt.  |
| Młodzieżowcy U23             | Rhona Auckland                                                                               | 22:23    | Milica Mirczewa                                                                     | 22:25    | Gulszat Fazlitdinowa                                                         | 22:28    |
| Młodzieżowcy U23 – drużynowo | Rosja · Gulszat Fazlitdinowa · Jekaterina Sokolenko · Swietłana Apłaczkina · Luiza Litwinowa | 32 pkt.  | Wielka Brytania · Rhona Auckland · Alice Wright · Emelia Gorecka · Maryse Haynes    | 73 pkt.  | Turcja · Sevilay Eytemiş · Seyran Adanır · Sabahat Akpinar · Esma Aydemir    | 95 pkt.  |
| Juniorki                     | Emine Hatun Tuna                                                                             | 14:13    | Jessica Judd                                                                        | 14:18    | Lydia Turner                                                                 | 14:25    |
| Juniorki – drużynowo         | Wielka Brytania · Jessica Judd · Lydia Turner · Amy Griffiths · Rebecca Straw                | 18 pkt.  | Francja · Cassandre Beaugrand · Célia Bremond · Charlotte Mouchet · Cecile Lejeune  | 64 pkt.  | Niemcy · Alina Reh · Sarah Kistner · Anna Gehring · Konstanze Klosterhalfen  | 74 pkt.  |

## Klasyfikacja medalowa
| Miejsce | Kraj            | Złoto | Srebro | Brąz | Razem |
| 1.      | Wielka Brytania | 4     | 4      | 1    | 9     |
| 2.      | Rosja           | 3     | 1      | 3    | 5     |
| 2.      | Turcja          | 3     | 1      | 2    | 5     |
| 4.      | Włochy          | 2     | 0      | 2    | 4     |
| 5.      | Hiszpania       | 0     | 4      | 1    | 5     |
| 6.      | Bułgaria        | 0     | 1      | 0    | 1     |
| 6.      | Francja         | 0     | 1      | 0    | 1     |
| 8.      | Szwecja         | 0     | 0      | 2    | 2     |
| 9.      | Irlandia        | 0     | 0      | 1    | 1     |
| 9.      | Niemcy          | 0     | 0      | 1    | 1     |